# Кулибали, Мамуту
Мамуту́ Кулибали́ (фр. Mamoutou Coulibaly; 23 февраля 1984, Бамако, Мали) — малийский футболист, защитник.

## Карьера

### Клубная
Начал карьеру в малийском клубе «Центр Салиф Кейта» из Бамако. В 2003 году перебрался во Францию, где играл за «Осер» и «Истр». В 2007 году выступал за турецкую команду «Касымпаша», после ещё год провёл в бельгийском клубе «Брюссель». В 2009—2010 годах был игроком «Черно море» из Болгарии.
В конце 2010 года подписал контракт с казахстанским клубом «Иртыш» из Павлодара.
В 2011 году вошёл в рейтинг самых дорогих футболистов казахстанской Премьер-Лиги (350 000 евро).

### В сборной
Мамуту выиграл несколько соревнований со сборной страны (до 21) и был капитаном команды в 2003 году на чемпионате мира (до 20) в ОАЭ. В 2006 году был приглашён в национальную сборную Мали.

## Достижения
«Осер»
- Обладатель Кубка Франции: 2004/05

«Иртыш»
- Серебряный призёр чемпионата Казахстана: 2012
- Финалист Кубка Казахстана: 2012

«Черно Море»
- Обладатель Кубка Болгарии: 2014/15
- Обладатель Суперкубка Болгарии: 2015

## Личная жизнь
- Очень религиозный человек, приверженец ислама[5].
- Выходец из большой семьи, в которой, помимо него, было ещё 7 детей[6].
- Отец Мамуту — имам, а его сестры и братья живут в Италии и США[6].